# Emmet O’Neal (Politiker, 1887)

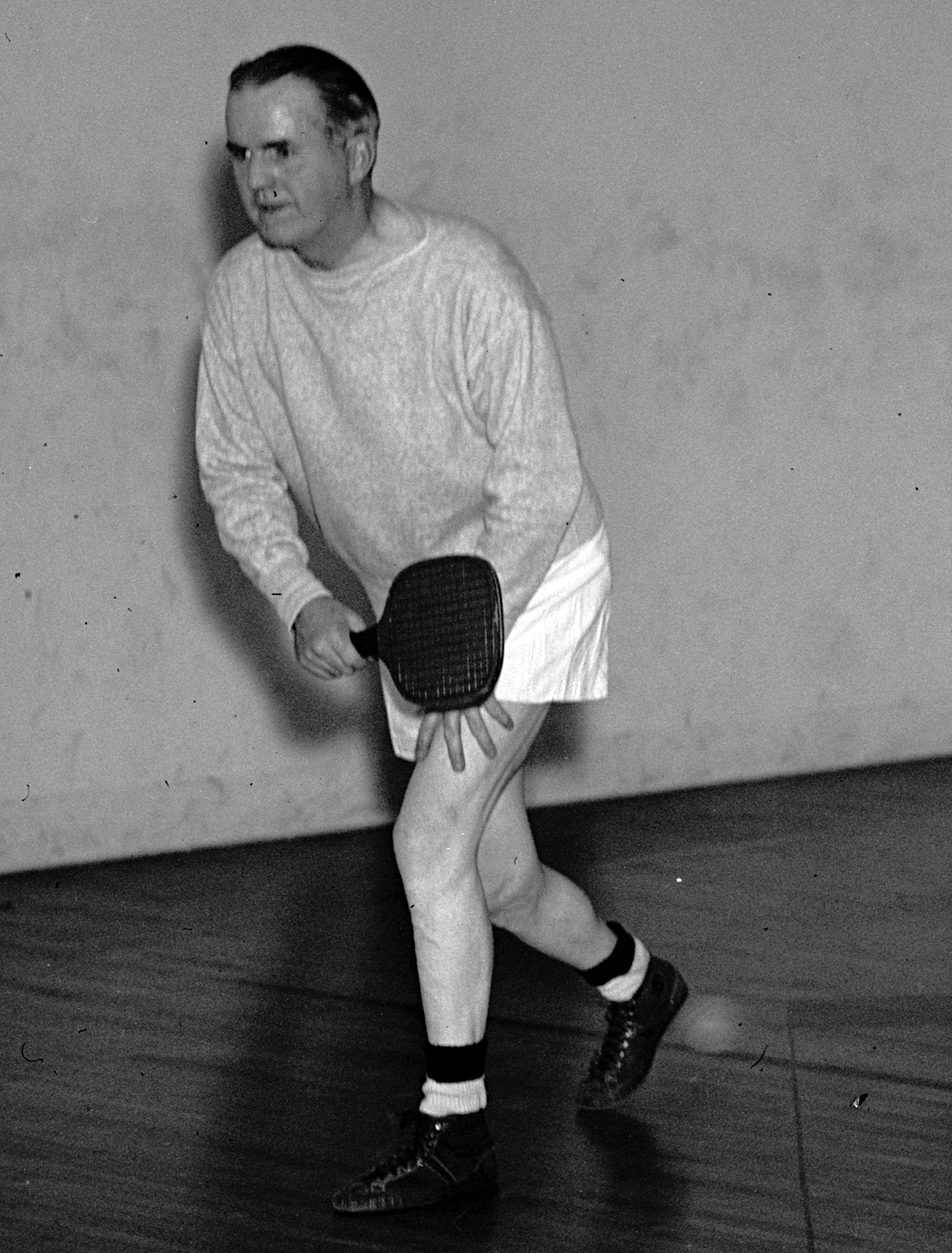
Emmet O’Neal beim Paddleballspiel in der Sporthalle des Kongresses (1937)

Emmet O’Neal (* 14. April 1887 in Louisville, Kentucky; † 18. Juli 1967 in Washington, D.C.) war ein US-amerikanischer Diplomat und Politiker. Zwischen 1935 und 1947 vertrat er den Bundesstaat Kentucky im US-Repräsentantenhaus; von 1947 bis 1949 war er Botschafter der Vereinigten Staaten auf den Philippinen.

## Werdegang
Emmet O’Neal besuchte die öffentlichen Schulen seiner Heimat und danach bis 1907 das Centre College in Danville. Danach war er bis 1908 an der Yale University. Nach einem anschließenden Jurastudium an der University of Louisville und seiner 1910 erfolgten Zulassung als Rechtsanwalt begann er in Louisville in diesem Beruf zu arbeiten. Während des Ersten Weltkrieges war er in den Jahren 1917 bis 1919 als Soldat der United States Army im Kriegseinsatz. Nach seiner Rückkehr setzte O’Neal seine Anwaltstätigkeit in Louisville fort. Außerdem stieg er in das Bankgewerbe ein.
O’Neal war Mitglied der Demokratischen Partei. Bei den Kongresswahlen des Jahres 1934 wurde er im dritten Wahlbezirk von Kentucky in das US-Repräsentantenhaus in Washington gewählt, wo er am 3. Januar 1935 die Nachfolge von Finley Hamilton antrat. Nach fünf Wiederwahlen konnte er bis zum 3. Januar 1947 sechs zusammenhängende Legislaturperioden im Kongress absolvieren. Während seiner Zeit im Kongress wurden dort bis 1941 weitere New-Deal-Gesetze der Bundesregierung unter Präsident Franklin D. Roosevelt verabschiedet. Seit 1941 war auch die Arbeit des Kongresses von den Ereignissen des Zweiten Weltkrieges und dessen Folgen geprägt.
Bei den Wahlen des Jahres 1946 unterlag O’Neal dem Republikaner Thruston Ballard Morton. Zwischen 1947 und 1949 war er als Nachfolger von Paul V. McNutt US-Botschafter auf den Philippinen. Dieser Staat war damals gerade erst von den Vereinigten Staaten unabhängig geworden. Nach seiner Heimkehr praktizierte er als Anwalt in Washington. Später wurde er Vorsitzender der Corregidor-Bataan Memorial Commission. Emmet O’Neal starb am 18. Juli 1967 in der Bundeshauptstadt Washington und wurde in Louisville beigesetzt.